# Albánská republika (1925–1928)
Albánská republika (albánsky Republika Shqiptare) byl oficiální název Albánie a jejího zřízení v letech 1925–1928.

## Historie
Albánská republika vznikla v následku revoluce, která v roce 1924 vypukla ve hlavním městě Tiraně. Převrat a revoluce však vyústila pouze ve zrušení monarchie a vytvoření republiky, čímž Albánii nijak nepomohly. A i zrušení monarchie bylo pouze formální, jelikož Albánie byla bez knížete už od roku 1914 a po roce 1920 již byla monarchie pouze formální a ve skutečnosti byla Albánie republikou. Vůdčí albánskou postavou převratu i celé Albánie už od roku 1922 byl Ahmet Zogu. Po převratu a vyhlášení republiky r. 1925 byl zvolen prezidentem na období sedmi let Ahmet Zogu. Zogu udržoval dobré vztahy s italským fašistickým vůdcem Benitem Mussolinim. Ale zároveň byla Albánie pod silným tlakem Itálie, protože obě země spolu úzce (hlavě ve
vojenství a politice) spolupracovaly, Itálie požadovala její připojení.
Království Srbů, Chorvatů a Slovinců, které pomohlo Zogovi k moci, očekávalo naopak územní ústupky. Ty však nikdy nedostaly. Pouze jim byla vrácena malá příhraniční území a klášter Svatý Naum. V době fungování republiky byla zavedena cenzura a opozice tvrdě potlačena.
V roce 1928 byla Albánie prohlášena konstituční monarchií resp. prezident Ahmet Zogu se prohlásil králem jako Zog I. Na legální monarchii z let 1912–1920 však nenavázal, prohlásil se králem všech Albánců a zavedl tvrdou diktaturu.